# The Orange Strips
The Orange Strips sind eine englischsprachige kroatische Gitarren-Popband.

## Geschichte

### Gründung
Die Musikgruppe „The Orange Strips“ wurde im Frühling 2002 durch Valdet Luboteni und Renato Zic, während ihrer Studienzeit in Rijeka, gegründet. Nach einigen Wochen, in der Zeit entstanden einige Liedtexte, schlossen sich der Band Vedran Gergorić und Goran Brezac aus Labin und Borjan Batagelj aus Opatija an. Ihr Musikgeschmack für Bands wie The Smiths, Radiohead, Suede, R.E.M., Coldplay oder auch Nirvana beeinflusste sie zudem.

### Anfänge
Die ersten Musiktapes der Band entstanden durch das Low Fidelity. Die so komponierten und eingespielten Lieder wurden lokalen Radiostationen präsentiert und erreichten den Einstieg in die Musiktoplisten. Ende 2002 bereitete sich die Band auf ihr erstes Konzert vor, welches dann im Januar 2003 im Labiner Klub „Baza“ stattfand. Ihr erster Auftritt wurde durch die kroatische Tageszeitung Glas Istre positiv bewertet. Es folgte erneut ein erfolgreicher Auftritt im Klub.

### Erste Erfolge
Im Frühling 2003 brachte die Band ihre erste selbsterstellte Demo-CD heraus.
Diese Aufnahmen wurden an Radiostationen in ganz Kroatien verteilt, am erfolgreichsten waren die Lieder im Lokalradio Istriens und in Rijeka. Ihr erster großer Erfolg wurde das Lied „Nekad“ (Einst), das im November 2003 den ersten Platz in der heimatlichen Topliste von Radio Istrien erreichte.
Auch im Internet waren einige Lieder in den Toplisten vertreten, besonders im Musikportal music.vip.hr. Unter ihnen „Pieces“ und „Lemon Sister“. Beide Titel hielten sich an der Spitze der Charts und waren vier Wochen auf dem ersten Platz. Im September 2003 schloss sich Renato Nalić als Schlagzeuger der Band an. Mit dem neuen Leadgitarristen Tedi Mirković wurde die Band komplettiert.
Es folgte die Aufnahme einer neuen Demo-CD. Das darauf aufgenommene Lied „The Fire“ erreichte Anfang März 2004 den Einstieg in die „Demo-Top-5-Liste“ der kroatischen Jugendsendung, des HRT, „Briljanteen“ und erreichte hintereinander zweimal den ersten Platz. Danach hielt die Band insgesamt fünfzehn Gigs in Kroatien ab.